# Resolució 1961 del Consell de Seguretat de les Nacions Unides
La Resolució 1961 del Consell de Seguretat de les Nacions Unides fou adoptada per unanimitat el 17 de desembre de 2010. Després de recordar les resolucions anteriors sobre la situació a Libèria, el Consell va renovar l'embargament d'armes contra el país i les sancions de viatge per a persones que amenaçaven el procés de pau durant altres dotze mesos.

## Resolució

### Observacions
En el preàmbul de la resolució, el Consell va acollir amb beneplàcit els progressos realitzats pel govern de Libèria en la reconstrucció del país des del gener de 2006. Pren nota de les decisions per no ampliar les sancions relatives a la fusta i els diamants descrits a la Resolució 1521 (2003). Malgrat el progrés, el Consell va considerar que la situació a Libèria era una amenaça per a la pau i la seguretat a la regió. La Missió de les Nacions Unides a Libèria (UNMIL) havia de continuar millorant la seguretat a tot Libèria.

### Actes
Actuant amb el Capítol VII de la Carta de les Nacions Unides, les restriccions de viatge i un embargament d'armes es van allargar durant dotze mesos addicionals. Les sancions financeres imposades el 2004 es mantindrien vigents, atesa la manca de progrés en la implementació de mesures financeres. El Consell va declarar que, si es complissin les condicions, es revisarien les sancions, que incloïen la congelació dels actius de l'ex president Charles Ghankay Taylor.
Finalment el mandat del panell d'experts que vigilava les sancions es va estendre per un any fins al 16 de desembre de 2011.